# レシピ

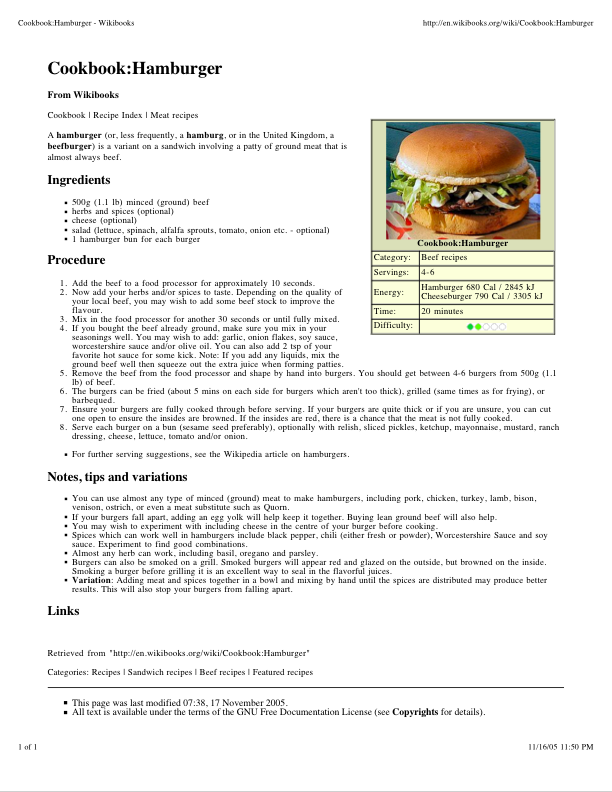
Wikibooks 料理本を印刷したレシピの例

レシピ（recipe [ˈresəpi]）は、何かを準備する手順書のこと。特に料理の調理法を記述した文書を示し、本書で説明する。

## 概要
飲料や食品以外の調製法の場合はフォーミュラと呼ばれる場合がある。現代の料理レシピは通常複数の要素で構成される。
- 料理の名前（場合により、地方または由来）
- 調理に必要とする時間
- 必要とする食材と、その量または分量
- 必要とする調理器具や道具
- 調理する順番にそった手順一覧
- レシピで出来上がる料理が何人前か

レシピには、保存期間と冷凍可能かを示すものもある。初期のレシピには、情報が欠けていることが多く、既に調理法を知っている人への食材と分量の覚え書きとされていた。
伝統的料理のバリエーションを一覧するレシピもある。

## 語源

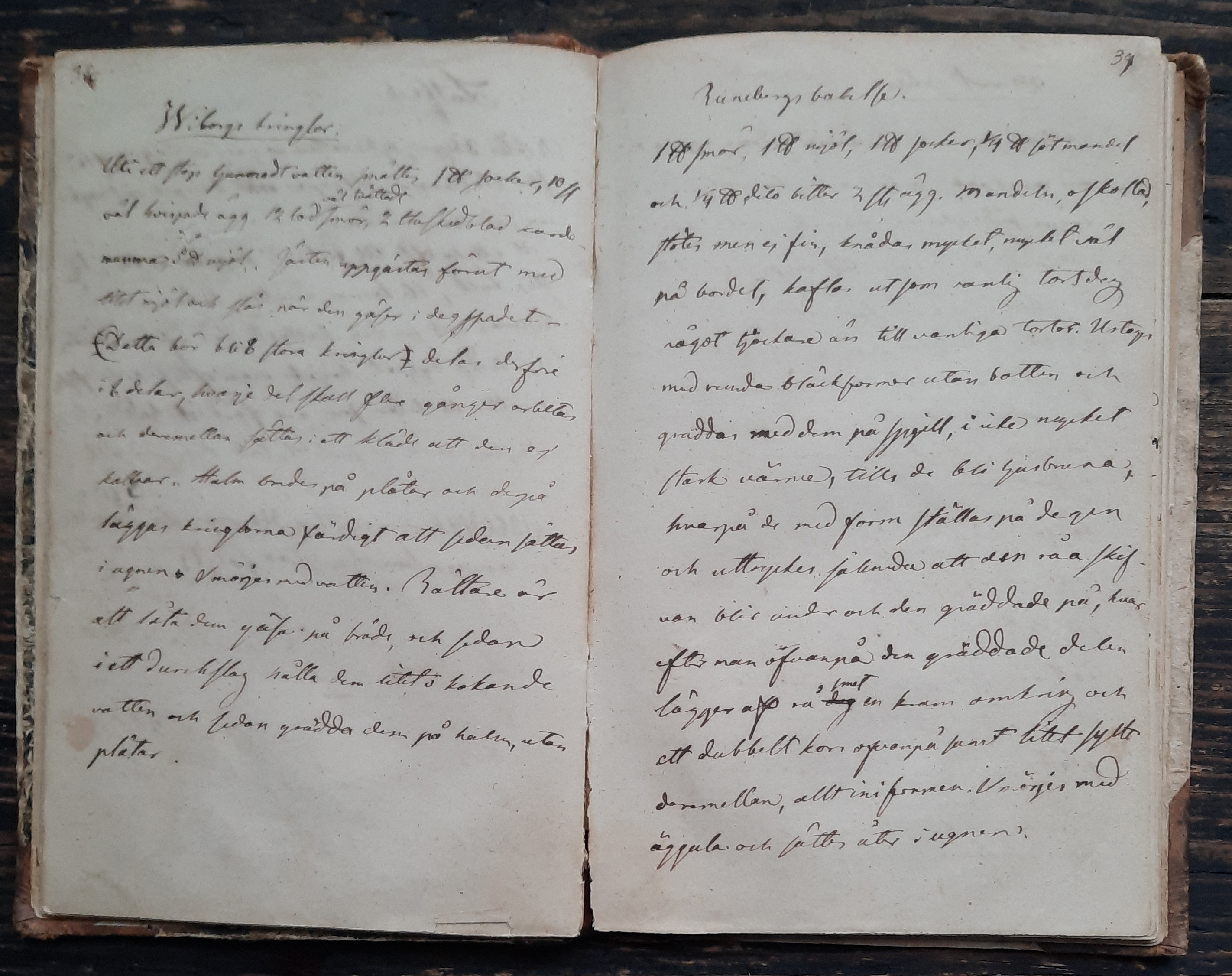
フレドリカ・ルーネベリの1850年代の「ルーネベリタルト」のオリジナルレシピ。

レシピ（recipe ）は「（命令を）受け取る」を意味するラテン語recipere の（二人称単数現在能動）命令形recipe に由来する。これは元々、医者からが薬剤師への、材料の準備ができるよう指示（処方箋）を命ずる語であった。
1740年頃から料理用語として使われ始めた。現在では料理用語として広く一般に認知されている。現在処方箋の表記の略語（Rp）に名残がある。

## レシピの歴史

### 各地のレシピ
知られている最古のレシピは紀元前約1600年の南バビロニアでのアッカド語の粘土板である。
古代エジプトの象形文字で料理の調理が描かれている。
古代ギリシャのレシピが多く知られている。ミタイコスの料理本が最古であるが、大部分が失われた。アテナイオスは『食卓の賢人たち』 (Deipnosophistae) で短いレシピを1つ引用した。アテナイオスは他の多くの料理本にも言及したが、それらは全て失われた。
ローマのレシピは紀元前2世紀にカトー・ケンソリウスの『農業論』で始まったと知られている。この時代に、地中海東の料理の多くがギリシャ語とラテン語で記述された。
古代カルタゴのレシピの幾つかが、ギリシャ語とラテン語に翻訳され知られている。
より後の西暦4世紀または5世紀に、『アピキウス』と呼ばれる膨大なレシピ集が現れ、完全に現存する最古の料理本である。『アピキウス』は、通常参照されるコースを、前菜（Gustatio ）、メインコース（Primae Mensae ）、デザート（Secundae Mensae ）と参照されるコースを記録している。ローマ人は西洋料理にハーブと香辛料を導入した。レンフリューは、タイム、ゲッケイジュ、バジリコ、フェンネル、ルー、ミント、パセリ、イノンドが、ギリシャで一般的であったと記述している。
アラビア語のレシピは10世紀から記述されはじめている。アル＝ワッラ (Ibn Sayyar al-Warraq) およびアル＝バグダディ (Muhammad bin Hasan al-Baghdadi) 参照。

#### 中国
古代中国の現存するレシピ集としては、北魏の賈思勰『斉民要術』、北宋の呉氏『中饋録』、南宋の林洪『山家清供』、元の著者不明『居家必要事類全書』、清の袁枚『随園食単』などがある。中国のレシピ集は、農書や日用類書（生活情報の百科事典）と重なる部分が大きい。

#### 日本
江戸時代には『料理物語』や『本朝食鑑』が刊行された。1802年、救荒のための『かてもの』が刊行された。1782年、『豆腐百珍』が刊行され、ブームとなって多くの続編や類似書が出現した。
明治時代には、村井弦斎による新聞連載小説の『食道楽』がベストセラーとなり、その妻の村井多嘉子がレシピ本の走りとされる『弦齋夫人の料理談』を出版した。石川理紀之助は貧農救済を目的として、『草木谷庵の手なべ』を著した。
帝国陸軍では『軍隊調理法』が部隊に配られた。

### 料理本のレシピ
イギリスのリチャード2世がレシピ本の『The Forme of Cury』 (Forme of Cury) を委任した。同じ頃に、他の本『Curye on Inglysh (Inglisch) 』が発行された。両方の本には、当時のイギリス貴族階級で、料理がどう準備されて出されたかについて記述されている。当時のヨーロッパの階級システムの復活は、高貴な宮殿と家を戻し、それと共に現代のレシピ本と呼ばれるものが始まった。西暦1400年代までに、1日のレシピを詳細を述べた多数の写本が作られた。Harleian写本279、Harleian写本4016、Ashmole写本1429、Laud写本553、Dure写本55等多数は素晴らしい情報を与え、コリアンダー、パセリ、バジリコ、およびローズマリーを含む多くのハーブ、香辛料の再発見を記録した。ハーブ、香辛料の多くは十字軍から持ち返された。
西暦1500年代から西暦1600年代の間、大きな家の間での競争が一般的となり、家を管理して食事を用意する方法について多数の本が書かれた。オランダとイギリスでは、貴族の間で誰が最も贅沢な宴会を準備できたかが競われた。西暦1660年代までに、料理法は芸術に進展し、良い料理人が求められた。彼らの多くはライバルと競って、彼らのレシピの詳細を述べる自身の本を発行した。これらの本の多くは、現在翻訳されて、オンラインで利用可能である。
西暦1800年代までに、世界中が料理に熱中した。最新の印刷技術と出版の新しい概念を使用して、ビートン夫人（イザベラ・メアリー・ビートン、1836年 - 1865年）は有名な本『ビートン夫人の家政書』を、西暦1857年から1865年の間に24分冊という形態で出版した。ほぼ同時期に、アメリカ人料理人ファニー・ファーマー (Fannie Farmer) （ファニー・メリット・ファーマー、1857年 - 1915年）が生まれ、料理に専念し、1849のレシピが含まれる有名な本『ボストン・クッキングスクール・クックブック』を出版した。

### 料理番組のレシピ
1900年代半ばまでに、文字通り何千冊もの料理法とレシピの本が利用可能となった。次の革命はテレビの料理番組であった。イギリスでの最初のテレビの料理人はファニー・クラドック (Fanny Cradock) でありBBCに番組を持っており、後にグラハム・カー（世界の料理ショーで有名）に引き継がれた。これらのテレビの料理番組は、新しい料理法を切望する視聴者にこれらの料理人のレシピを提供した。初期には、レシピはBBCからの郵便で利用できた。後に、画面Ceefax文字システムによりテレビで利用可能となった。また、新興のチャンネル4とS4CがORACLEと呼ばれる文字システムでレシピを提供した。
今日でも、テレビはレシピの主要な情報源であり、ジェイミー・オリヴァー、ゴードン・ラムゼイ、ナイジェラ・ローソン、レイチェル・レイ (Rachael Ray) といった国際的な料理人がプライムタイムの番組を持つ。これら全てのレシピの詳細はインターネットウェブサイトでバックアップしている。今日、インターネットがあるにもかかわらず、料理本は以前と同様に人気がある。

## レシピと権利
レシピには著作権が発生しない。レシピはアイディアであると見なされ、「思想又は感情を創作的に表現したもの」という著作物の要件を満たさないからである。したがって、創作の余地のない材料の列記や調理手順などをレシピの考案者の許諾なく転載することや、他者の考案したレシピにアレンジを加えて公開することは、道義的な問題はともかく、著作権の上では問題ない。ただし、材料の列記順に考案者の創作意図がある場合や、レシピの文章に考案者の創作性が含まれる場合は、著作権が発生する。ゆえに料理本やレシピを紹介するウェブサイトも著作権を有する。飲食店が別の業者にレシピを開発してもらった場合は、契約内容を確認する必要がある。
2011年（平成23年）4月27日に東京地方裁判所でレシピをめぐって著作権侵害が争われた裁判例がある。この裁判で原告は、ごはん・おにぎり・ふりかけなどの素材の選択・配列に創作性があるとして「編集著作物」であること、料理法に新規性があるとして料理法そのものとその文章表現が著作物であると主張した。裁判所はごはんなどが通常の意味・方法で用いられており、編集対象として選択・配列されているとは言えないとして編集著作物ではないと判断し、料理法そのものはアイディアであって表現ではないし、文章表現も一般的にありふれた用語で表現したものとして著作物性を否定した。
レシピの考案者が自身のレシピを守る方法として、特許を取得することが考えられる。しかしながら、個人が家庭で作れるレベルのレシピで特許を取得するのは極めて困難である。例えば料理人が客の面前で調理する「カルボナーラの作り方」で特許を出願したが、周知の態様であるとして拒絶査定を受けている。特許が認められたケースとして、焼き栗の作り方、レストランによる「ソースの作り方」、紀文食品による「半熟卵を内包する玉子豆腐」（失効済み）がある。ただし、特許の効力が及ぶのは事業として行う場合に限られ、個人が家庭で特許に沿ったレシピで調理する分には全く問題はない。さらにレストランを戸別訪問して特許侵害を主張することは現実的でなく、特許を取得することで使用する食材や調理方法が公開されてしまうなど弊害が多い。このためザ コカ・コーラ カンパニーはコカ・コーラの原液のレシピに関して特許を出願していない。
創作料理のメニューを商標登録するという方法もある。しかし店内での提供（イートイン）に限る場合は登録不可とされており、商標法上の「商品」と認められるためにはテイクアウトやインターネット販売を行うことが必要である。レシピを「営業秘密」としておけば、これを不正に入手したり持ち出したりした者が不正競争防止法違反となる可能性がある。営業秘密とした場合、秘密状態が維持されなくなった瞬間に保護されなくなるという欠点がある。